# ریمون آرون
ریمون آرون (به فرانسوی: Raymond Aron)؛ (زاده ۱۹۰۵ – درگذشته ۱۹۸۳) جامعه‌شناس، فیلسوف، مورخ و مفسر سیاسی فرانسوی بود.

## زندگی
ریمون آرون در سال ۱۹۲۴ در آزمون ورودی دانش‌سرای عالی پاریس قبول شد و چهار سال بعد با کسب رتبه اول، این دوره را به پایان رساند. او و سارتر در این دوره چهارساله با یکدیگر دوست شدند و با هم پیمان بستند هر یک که زودتر درگذشت، یادداشتی در سوگ دیگری بنویسد.
او در سال ۱۹۲۸ به خدمت نظام وظیفه رفت و دچار بحران روحی شد و همواره از پادگان محل خدمتش به عنوان «زندان نمور» یاد می‌کرد؛ بعد از آن در سال ۱۹۲۹ که بحران اقتصادی شکل گرفت و پدرش نیز ورشکسته شد، باعث شد او دو سال سخت را تجربه کند. آرون سال بعد یعنی سال ۱۹۳۰ به آلمان رفته و به عنوان مدرس زبان و دستیار بخش زبان‌های رومی دانشگاه کلن فعالیت کرد و دو سال بعد با سوزان گشن، دانش‌آموخته ادبیات کلاسیک از دانشگاه سوربن ازدواج کرد.
آرون در سال ۱۹۳۴ به پاریس بازمی‌گردد و سرپرستی مرکز اسناد اجتماعی دانش‌سرای پاریس را برعهده می‌گیرد. او تا سال ۱۹۳۹ استاد فلسفهٔ اجتماعی در دانشگاه تولوز بود. در جنگ جهانی دوم به ارتش آزادی‌بخش فرانسه در لندن پیوست و از ۱۹۴۴ تا ۱۹۴۵ سردبیر روزنامهٔ فرانسهٔ آزاد بود. پس از بازگشت به فرانسه به تدریس در مدرسهٔ ملی مدیریت، دانشگاه سوربن (۱۹۵۵–۱۹۶۸) و کلژ دو فرانس (۱۹۷۰) پرداخت. در روزنامه‌نگاری نیز فعال بود و به مدت ۳۰ سال تا ۱۹۷۷، در روزنامهٔ فیگارو مقاله نوشت و پس از آن به هفته‌نامهٔ اکسپرس پیوست.
آرون به گفته یکی از شاگردانش، استنلی هوفمان، محدودیت‌هایش را می‌شناخت و در دهه ۱۹۳۰ و زمانی که در آلمان زندگی می‌کرد، تصمیم گرفت فیلسوف نشود و فکر می‌کرد کسانی مثل سارتر و آلکساندر کوژو و اریک وی در این عرصه استعداد بیشتری دارند بنابراین بر آن شد تا مطالعاتش را به ماهیت و شرایط موجود دانش تاریخی و سیاسی اختصاص دهد.
دو رویداد تراژیک بر زندگی خصوصی آرون تأثیر گذاشت که هر دو در سال ۱۹۵۰ رخ داد. اولی، به دنیا آمدن لورانس، دختر سوم او با علائم عقب‌ماندگی ذهنی بود و دومی، پنج ماه بعد اتفاق افتاد، زمانی که دختر شش ساله‌اش با نام امانوئل به خاطر سرطان خون از دنیا رفت.

## درگذشت
آرون یک بار در آوریل ۱۹۷۷ دچار سکته قلبی شد و برای مدتی قدرت تکلم خود را از دست داد و بار دوم در هفدهم اکتبر ۱۹۸۳ با سکته‌ای دیگر درگذشت. مقبره وی در گورستان مون‌پارناس است.

## افکار و آثار
آرون با مخالفت سرسختانه علیه مارکسیسم در تقابل با روشنفکران جناح چپ فرانسه، به‌ویژه ژان-پل سارتر قرار گرفت، آن هم با انتشار کتاب انشعاب بزرگ (۱۹۴۸) که گسست ایدئولوژیک و دیپلماتیک را در سطح جهانی بررسی می‌کرد. کتاب مهمش افیون روشنفکران (۱۹۵۵) سازشگری چپگرایان و گرایش‌های استبدادی حکومت‌های مارکسیست را به نقد کشید. در اثر دیگرش با عنوان تراژدی الجزایر (۱۹۵۷) از استقلال الجزایر دفاع کرد. آرون در بیشتر آثارش به مسئلهٔ خشونت و جنگ می‌پردازد؛ از جمله در کتاب جنگ و صلح (۱۹۶۲). او همچنین کتابی با عنوان جریان‌های مهم در تاریخ تفکر جامعه‌شناسی (۱۹۴۷) نوشت که دربارهٔ تاریخ جامعه‌شناسی بود. خاطرات او نیز در سال ۱۹۸۳ به چاپ رسید. آرون در زمان حیاتش، ۴۴ کتاب نوشت.
انقلاب زودگذر (۱۹۶۸)، جامعه‌شناسی معاصر آلمان (۱۹۳۵)، جامعه‌شناسی کشورهای صنعتی (۱۹۶۲) تماشاگر متعهد (۱۹۸۱)، کلاوسویتس: فلسفه جنگ (۱۹۷۶) برخی از دیگر آثار او به‌شمار می‌روند.
کتب ترجمه‌شده ریمون آرون به فارسی، به ترتیب حروف الفبا عبارت‌اند از:
- افیون روشنفکران، ترجمه پیروز ایزدی، تهران: انتشارات فرهنگ جاوید، ۱۳۹۷.[۱]
- ج‍ام‍ع‍ه‍. ش‍ن‍اس‍ی تمدن مدرن (خطابه ۱ دسامبر ۱۹۷۰ کلژ دو فرانس)، ترجمه پیروز ایزدی، تهران: انتشارات فرهنگ جاوید، ۱۳۹۳.[۲]
- ج‍ام‍ع‍ه‍. ش‍ن‍اس‍ی م‍ع‍اص‍ر آل‍م‍ان، ت‍رج‍م‍ه م‍رت‍ض‍ی ث‍اق‍ب‌ف‍ر، ت‍ه‍ران: م‍وس‍س‍ه ف‍ره‍ن‍گ‍ی ان‍ت‍ش‍ارات‍ی ت‍ب‍ی‍ان، ۱۳۷۶.[۳]
- ح‍ق‍ی‍ق‍ت و آزادی، ت‍رج‍م‍ه م‍ه‍رداد ن‍ورای‍ی، ت‍ه‍ران: م‍رواری‍د، ۱۳۸۲.[۴]
- خ‍اطرات: پ‍ن‍ج‍اه س‍ال ان‍دی‍ش‍ه س‍ی‍اس‍ی، ت‍رج‍م‍ه ع‍ب‍دال‍ح‍س‍ی‍ن ن‍ی‍ک‌گ‍ه‍ر، ت‍ه‍ران: ع‍ل‍م‍ی، ۱۳۶۶.[۵]
- درآمدی بر فلسفه سیاسی: دموکراسی و انقلاب، ترجمه محسن حسنی، تهران: انتشارات فرهنگ جاوید، به‌زودی.[۶]
- م‍راح‍ل اس‍اس‍ی س‍ی‍ر ان‍دی‍ش‍ه در ج‍ام‍ع‍ه‍.ش‍ن‍اس‍ی، ت‍رج‍م‍ه باقر پرهام، ت‍ه‍ران: ام‍ی‍رک‍ب‍ی‍ر، ک‍ت‍اب‍ه‍ای ج‍ی‍ب‍ی: مؤسسه انتشارات فرانکلین، ۱۳۵۲.[۷]
- در باب تاریخ اندیشه، به همراه میشل فوکو، محسن حسنی، انتشارات فرهنگ جاوید